# André Brunet (musicien)
Pour les articles homonymes, voir André Brunet et Brunet.
André Brunet, né le 17 décembre 1976 à Lacolle en Montérégie, est un violoneux, guitariste, podorythmiste (tapeux de pieds), chanteur, arrangeur, compositeur et comédien. C'est principalement au violon qu'il se fait connaître par son interprétation de la musique traditionnelle du Québec et par ses compositions instrumentales. 

## Biographie
En 1997, il joint les rangs du groupe La Bottine souriante pour remplacer Martin Racine, violoneux en place depuis les débuts du groupe lanaudois, soit en 1976. La formation, proclamée « The best band in the world » (« le meilleur groupe du monde ») par le journaliste Stephen D. Winick de la revue anglaise Dirty Linen, représente la musique traditionnelle du Québec avec un son riche et moderne.
D'ailleurs, les talents de compositeur d'André Brunet seront soulignés à la suite de la participation à l'enregistrement de son premier album avec le groupe, l'album Xe. Il interprète une composition qui rend hommage à son père Gilles Brunet (1946-1998): Ciel d'automne.
En parallèle à sa carrière, il a joué au sein de différents groupes musicaux (De Temps Antan, Discord Celtic Fiddle Festival et maintenant Le Vent du Nord), ses services de violoneux l’amènent à participer à la musique de différents films et il a même l’opportunité d’y participer en tant que comédien. Il compte à son actif différents tournages pour le cinéma, les vidéoclips et les documentaires.

## Discographie et participations
- 2022: 20 Printemps - Le Vent du Nord - La Compagnie du Nord
- 2019: Territoires - Le Vent du Nord - La Compagnie du Nord
- 2017 : Consolez-vous - De Temps Antan
- 2017 : La grosse maison rouge - André Brunet
- 2014: Opération Malicorne - HIKS
- 2013 : Ce monde ici-bas - De Temps Antan - L-Abe
- 2013 : Live in Brittany - Celtic Fiddle Festival - Loftus Music
- 2010 : Les habits de papier - De Temps Antan - L-Abe
- 2009:  La part du feu - Le Vent du Nord - Borealis
- 2008 : Equinoxe - Celtic Fiddle Festival - Loftus Music
- 2008 : Mesdames et messieurs! - Le Vent du Nord - Borealis
- 2007 : À l'année - De Temps Antan
- 2007:  Per Sylvam - Marco et les Torvis
- 2006:  Brunet-Beaudry - André Brunet & Éric Beaudry
- 2005 : Anthologie II - La Bottine souriante - Les Productions Mille-Pattes
- 2005 : Play on - Celtic Fiddle Festival - Green Linnet
- 2004:  C'a l'air d'aller - La part du quêteux - Les Productions Mille-Pattes
- 2003 : J'ai jamais tant ri - La Bottine souriante - Les Productions Mille-Pattes
- 2002 : Dance with LBS - La Bottine Souriante - Les Productions Mille-Pattes
- 2002 : Jettatura - Mauvais sort
- 2001 : Anthologie - La Bottine souriante - Les Productions Mille-Pattes
- 2001 : Cordial - La Bottine souriante - Les Productions Mille-Pattes
- 2000:  Disparu - La Chicane - DKD Musique
- 1999 : 1, 2, 3 - Les Frères Brunet
- 1998 :  Xe (Rock & Reel) - La Bottine souriante -  Les Productions Mille-Pattes
- 1995 : Magie - Les Frères Brunet
- 1992 : Les porteurs de tradition - Les Frères Brunet

## Récompenses et nominations
- 2019 : Récipiendaire du prix Édith Butler – Francophonie canadienne – Offert par Bell Média au Gala de la fondation SPACQ – Le Vent du Nord
- 2014 : Gagnant du FÉLIX au gala de l'ADISQ pour l’album Ce monde ici-bas[10] pour le Meilleur album traditionnel de l'année avec le groupe De Temps Antan
- 2009 : Grand champion Annual Pembrooke Old Time Fiddling Championships[11], Pembrooke, Ontario
- 2008 : Champion Grand Maître Violoneux du Canada[12], Nepean, Ontario
- 2004 : Gagnant du FÉLIX au gala de l'ADISQ pour l’album J'ai jamais tant ri pour le Meilleur album traditionnel de l'année avec le groupe La Bottine souriante
- 2002 : Gagnant d'un JUNO pour l'album Cordial dans la catégorie Best roots / Traditional Album avec La Bottine souriante
- 2002 : Gagnant du FÉLIX au gala de l'ADISQ pour l’album Cordial pour le Meilleur album traditionnel de l'année avec La Bottine souriante
- 2001 : Nomination au gala de l'ADISQ dans la catégorie Spectacle de l'année / Interprète avec La Bottine Souriante
- 2000 : Gagnant du BBC Folk Award pour le Best Live Act en 1999 avec La Bottine Souriante, Royaume-Uni
- 2000 : Nomination pour le Best Roots & Traditional Album - Group au JUNO Award
- 1999 : Gagnant du FÉLIX au gala de l'ADISQ pour le Meilleur album folk de l'année : Xe avec le groupe La Bottine souriante
- 1998 : Nomination au gala de l'ADISQ dans la catégorie Artiste s'étant le plus illustré hors Québec
- 1989 : Violoneux Champion Provincial Junior 1989, Trophée Adrien Boulais, Granby, Québec

## Filmographie
- 2017	: La Bolduc / réalisateur : François Bouvier / Christal Films : violoniste de tournée
- 2016	: Matawinie « La rencontre des eaux » / réalisateur : André Gladu - CPVL, MRC- Matawinie :  violoneux
- 2015	: Brooklyn / réalisateur : John Crowley / Wildgaze Films & Parallel Film Productions : violoneux
- 2013	: Un tueur si proche : Le nid / réalisateur : Sébastien Godron / Pixcom : Le tueur : Patrick Mongeon-Johnson
- 2005	: Sans elle / réalisateur : Jean Beaudin / Christal Films : violoniste
- 2001	: La Bottine Souriante: Comme des démons[13] / Réalisateur : Rénald Bellemare / Direct Source Records : violoneux
- 1999	: Quand je serai parti... vous vivrez encore / réalisateur : Michel Brault / France Film : violoneux patriote[14]
- 1998	: Vidéoclip Medley des Éboulements[15] / La Bottine Souriante / réalisateur : Francis Leclerc / Les Productions Mille-Pattes

## Participation à la musique de films
- 2017	: La Bolduc / réalisateur : François Bouvier / Christal Films
- 2016	: Chasse-Galerie : La légende / réalisateur : Jean-Philippe Duval / Christal Films
- 2013	: Louis Cyr : L'Homme le plus fort du monde / réalisateur : Daniel Roby / Christal Films
- 2006	: Sans elle / réalisateur : Jean Beaudin / Christal Films
- 1999	: Quand je serai parti... vous vivrez encore / réalisateur : Michel Brault / France Film

## Compositions
1. Ciel d'automne
2. Garde ton souffle
3. La fée des dents
4. Le printemps
5. Le ruisseau français
6. Marche des géants
7. Reel du Love Shack
8. Valse du Chef de Gare

## Implication et projets
- Cofondateur du groupe De Temps Antan[16]
- Cofondateur du Camp de Violon Traditionnel Québécois de Lanaudière[17]